# レッスルマニアXII
レッスルマニアXII（レッスルマニアトゥエルブ、WrestleMania XII）は、1996年3月31日にアメリカ合衆国のプロレス団体WWE（当時はWWF）が開催した年間最大の興行およびPPVの名称である。

## 概要
- 本大会のメインイベントでは史上初のアイアンマン・マッチが採用された。これ以後この試合形式を採用した試合は幾度か行われているが、60分制においてサドンデス方式により延長されたのは本大会だけである。なお、この試合は後にWWEから発売されたレッスルマニアXXのDVD特典に収録されている、WWEのスーパースター達が選ぶレッスルマニア名勝負トップ10において1位にランクインし、プロレスリング・イラストレーテッド紙においても96年の年間最高試合に選ばれている[1]また、試合時間は61分52秒にわたり、これはレッスルマニア史上最長の試合となっている。

- ショーン・マイケルズの入場時には、マイケルズの師匠であるホセ・ロザリオがリングに上がりコーナーポスト上から会場の天を指さすと、会場の天井部からマイケルズが設営ロープを伝って降下するといった破天荒な入場パフォーマンスを見せた。

- メインイベントではショーン・マイケルズがWWF王座初戴冠を果たし、少年時代からの夢を成し遂げた。しかし、この試合の経緯や勝敗を巡ってブレット・ハートとマイケルズの間には大きな確執が生まれ、後のモントリオール事件の発端になったとも一部ではみられている。また、試合後にマイケルズがブレットに対して侮蔑的な言葉を発したため、不和が生じたとする説もある。

## 結果
- フリー・フォー・オール・マッチ/WWFタッグ王座戦 -Free For All Match/WWF Tag Team Championship-

○ザ・ボディードナーズ (スキップ&ジップ) (w / サニー) vs ザ・ゴッドウィンズ (フィニアス・I・ゴッドウィン&ヘンリー・O・ゴッドウィン) (w / ヒルビリー・ジム) ●
ザ・ボディードナーズは空位となっていたWWFタッグ王座を獲得
- フリー・フォー・オール・マッチ -Free For All Match- スペシャル・レフェリー：ビリオネア・テッド

△ナチョ・マン vs ハックスター△
- ○オーエン・ハート&ブリティッシュ・ブルドッグ&ベイダー (w / ジム・コルネット)  vs ヨコズナ (w / ミスター・フジ) &ジェイク "ザ・スネーク" ロバーツ&アーメッド・ジョンソン●

- ○"ストーンコールド" スティーブ・オースチン (w / "ミリオンダラー・マン" テッド・デビアス) vs サビオ・ベガ●

- ○アルティメット・ウォリアー vs ハンター・ハースト・ヘルムスリー (w / セーブル) ●

- ○ジ・アンダーテイカー (w / ポール・ベアラー) vs ディーゼル●

- ハリウッド・バックロット・ブロウル -Hollywood Backlot Brawl-

○"ラウディ" ロディ・パイパー vs ゴールダスト (w / マレーナ) ●
- アイアンマン・マッチ形式WWF王座戦 -Iron Man Match for the WWF Championship-

●ブレット "ヒットマン" ハート (c) vs ショーン・マイケルズ (w / ホセ・ロザリオ) ○

## Reference
1. ↑  “PWI Awards”. 1996 Wrestling Almanac & Book of Facts. (1996).。